# Stigmella hybnerella
Stigmella hybnerella là một loài bướm đêm thuộc họ Nepticulidae. Loài bướm này được tìm thấy ở khắp châu Âu. Loài này cũng được tìm thấy ở Bắc Phi, Cận Đông và phần phía đông của Cổ Bắc giới.

## Mô tả
Con đực có đầu đen và cánh trước màu xanh lá cây-vàng kim. Có cái có đầu đen, đôi khi có màu cam.

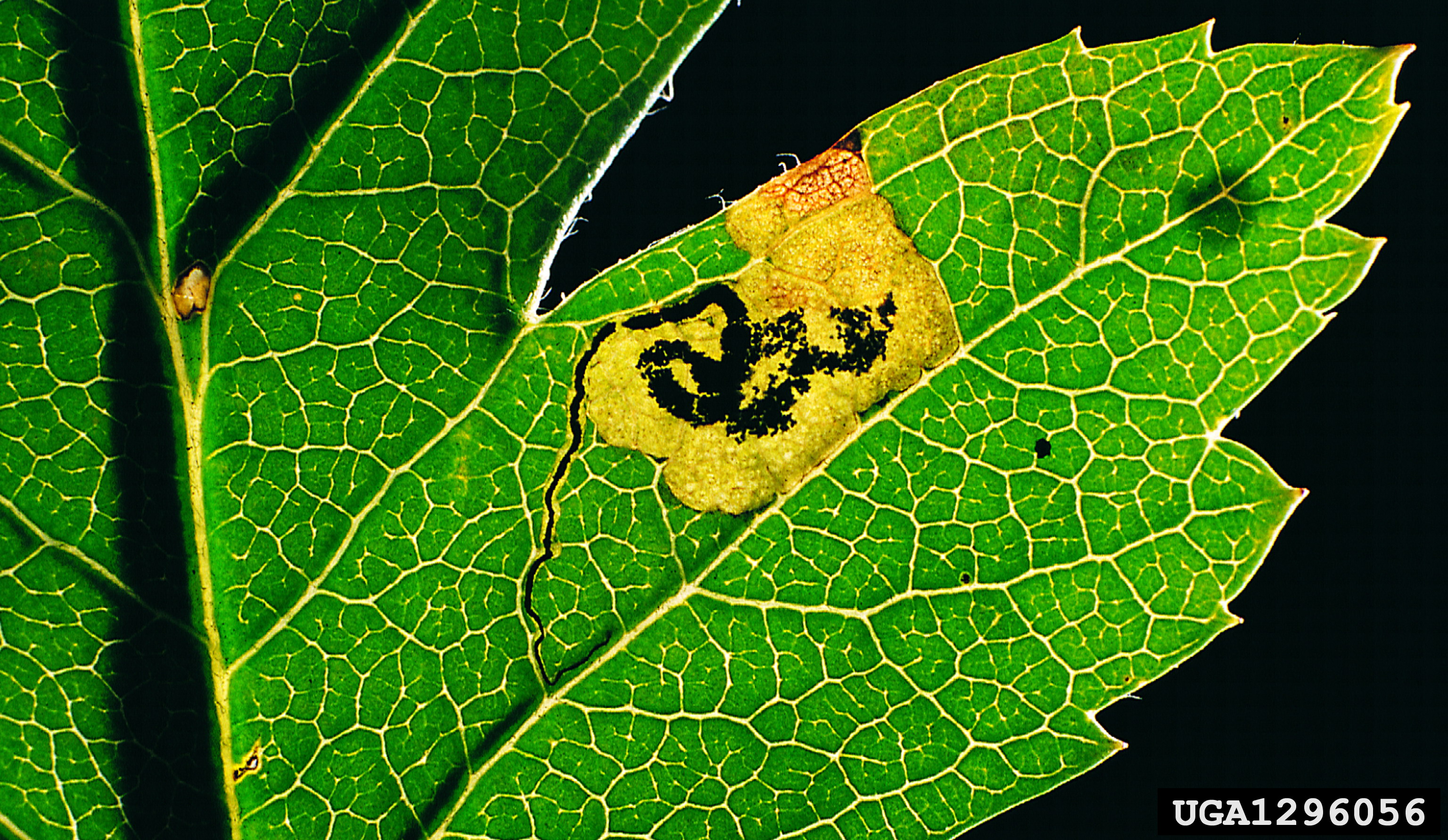
Tổ Stigmella hybnerella

Sải cánh dài 4–5 mm. Con trưởng thành bay từ tháng 4 đến tháng 5 và lần nữa từ tháng 7 đến tháng 8. Có hai lứa trưởng thành một năm.
Ấu trùng ăn Amelanchier ovalis, Cotoneaster, Crataegus laevigata, Crataegus monogyna, Crataegus pentagyna, Sorbus aria và Sorbus torminalis. Chúng ăn lá nơi chúng làm tổ. 